# Dracula: Historia nieznana
Dracula: Historia nieznana (ang. Dracula Untold) – amerykański film z gatunku horroru, z 2014 roku, wyprodukowany przez Universal, w reżyserii Gary’ego Shore’a, dla którego był to pełnometrażowy debiut. Scenariusz, luźno inspirowany powieścią Brama Stokera Drakula oraz historycznym władcą Wołoszczyzny Władem Palownikiem, napisali Matt Sazama i Burk Sharpless. Film opowiada historię transylwańskiego księcia, który poświęca swoją duszę dla ratowania swojego syna oraz państwa.
Muzykę do filmu skomponował Ramin Djawadi, zmontował go Richard Pearson, autorem zdjęć był John Schwartzman.
Budżet filmu wyniósł 70 milionów USD, wpływy wyniosły 217 milionów

## Obsada
- Luke Evans jako Wład Palownik / Drakula
- Dominic Cooper jako sułtan Mehmed
- Sarah Gadon jako Mirena
- Art Parkinson jako  Îngeraș
- Charles Dance jako mistrz wampirów
- Paul Kaye jako brat Lucian
- Noah Huntley jako kapitan Petru
- Zach McGowan jako Shkelgim
- Jakub Gierszał jako Acemi

## Odbiór
Światowa premiera filmu miała miejsce 17 października 2014 roku.
Widzowie zarzucają twórcom brak konsekwencji czy logiki, niedopracowanie szczegółów (np. Mirena w trumnie nie ma na szyi śladów po ugryzieniu), banalność wątków oraz absurdalność niektórych bohaterów czy scen. Chwalone są natomiast efekty specjalne (zwłaszcza przemienianie się głównego bohatera w stado nietoperzy) gra aktorska oraz pomysł na fabułę. Odbiorcy zwrócili też uwagę, że tytułowy Wład Palownik był władcą Wołoszczyzny a nie Transylwanii, a klasztor Cozia nie przejawiał militarnego potencjału i w rzeczywistości nie uciekano by do niego.

## Nagrody
Pomimo zebranej krytyki, film otrzymał dwie nominacje oraz dwie nagrody.

### Nominacje
W 2015 roku film otrzymał nominację do nagrody amerykańskiej publiczności People’s Choice w kategorii ulubiony film familijny. Został też nominowany do Saturnów w kategorii najlepsza charakteryzacja.

### Nagrody
W 2015 roku film otrzymał dwie statuetki w konkursie Akademii Science Fiction, Fantasy i Horroru – Saturnach. Zwyciężył w kategoriach "Najlepszy horror", a w kategorii "Najlepsze kostiumy" nagrodę odebrała Ngila Dickson.

## Kontynuacja
Film posiada otwarte zakończenie, co umożliwia stworzenie kontynuacji historii o Vladzie Draculi. Universal Studio na razie nie podało żadnej informacji o dalszym losie filmu, jednak zarobek 217 mln USD przy budżecie 70 mln pozwala producentom myśleć o produkcji sequela. Sam Luke Evans, w wywiadzie dla Screen Rant  sprawę komentuje następująco:
To był dla mnie przyjemny proces. Zdecydowanie miał swoje wady, ale otrzymałem sporo pozytywnych reakcji od ludzi, którzy pytają mnie także, kiedy powstanie druga część. [Pierwszą część] zostawiliśmy otwartą, wiecie, ta postać mogłaby pojawić się w wielu różnych czasach historycznych. Kto wie. Chciałbym ją przywrócić w jakimś kontekście, ale, szczerze mówiąc, wiem tak samo niewiele, jak wy, kiedy chodzi o marzenia Universal Studios.